# Zamach w autobusie w Wołgogradzie (2013)
Zamach w Wołgogradzie − zamach samobójczy z 21 października 2013 przeprowadzony w autobusie podmiejskim w Wołgogradzie. W wyniku eksplozji bomby zginęło 7 osób, a 37 zostało rannych.
Zamachu dokonała niespełna 31-letnia Naida Asijałowa, która wsiadła do autobusu linii nr 29. Czarna wdowa była żoną kaukaskiego ekstremisty Dmitrija Sokołowa, który przystąpił do bojówek Doku Umarowa. Kobieta była przyodziana w hidżab i nosiła rękę w gipsie. Tuż przed odpaleniem ładunków wybuchowych ważących ok. 500-600 gramów zajęła miejsce ustąpione jej przez współpasażera.